# Laevimenes
Laevimenes är ett släkte av steklar. Laevimenes ingår i familjen Eumenidae.
Kladogram enligt Catalogue of Life:
| Laevimenes | \| \| Laevimenes laevigatus \| \| \| \| \| \| Laevimenes morbillosus \| \| \| \| |
|            | \| \| Laevimenes laevigatus \| \| \| \| \| \| Laevimenes morbillosus \| \| \| \| |
|            | Laevimenes laevigatus                                                            |
|            |                                                                                  |
|            | Laevimenes morbillosus                                                           |
|            |                                                                                  |